# Acanthella tenuispiculata
Acanthella tenuispiculata är en svampdjursart som beskrevs av Arthur Dendy 1897. Acanthella tenuispiculata ingår i släktet Acanthella och familjen Dictyonellidae.
Artens utbredningsområde är havet kring Australien. Inga underarter finns listade i Catalogue of Life.